# Хмади, Слахеддин
Слахеддин Хмади (род. XX век) — тунисский шахматист, международный мастер (1982).
В составе сборной Туниса участник восьми Олимпиад (1978—1980, 1984—1986, 1990—1996). В составе сборной Африки участник первого командного чемпионата мира (Люцерн, 1985). Также принял участие в двух межзональных турнирах (1985 и 1990).